# Грохолюб
Грохолюб (пол. Grocholub, нім. Grocholub, 1936-45: Erbersdorf) — село в Польщі, у гміні Вальце Крапковицького повіту Опольського воєводства.
Населення — 378 осіб (2011).

## Демографія
Демографічна структура станом на 31 березня 2011 року:
|          | Загалом | Допрацездатний вік | Працездатний вік | Постпрацездатний вік |
| -------- | ------- | ------------------ | ---------------- | -------------------- |
| Чоловіки | 188     | 34                 | 129              | 25                   |
| Жінки    | 190     | 28                 | 118              | 44                   |
| Разом    | 378     | 62                 | 247              | 69                   |